# Товариство пласкої Землі

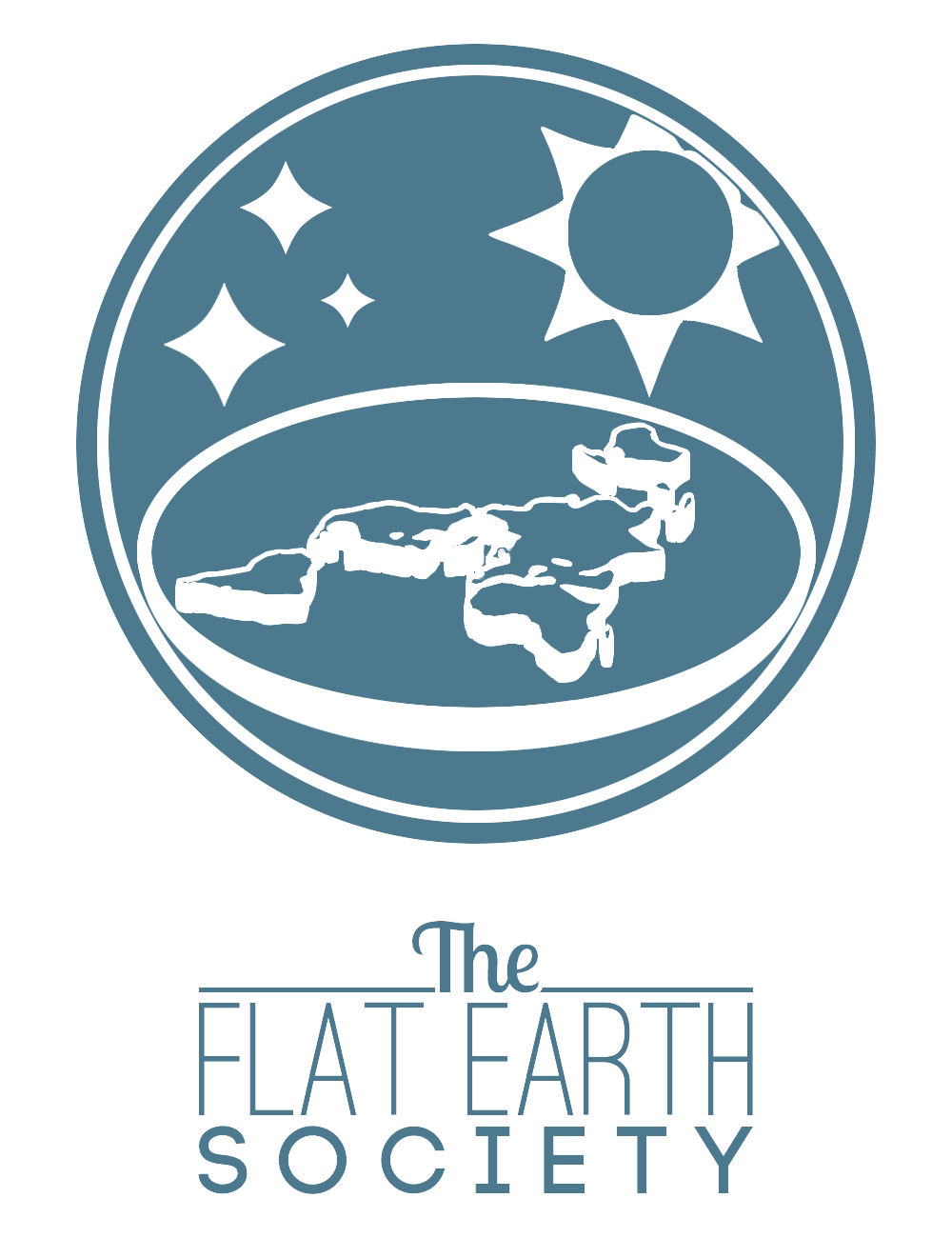
Логотип Товариства

Товари́ство пласко́ї Землі́ (англ. Flat Earth Society) — антинаукова організація, котра відстоює ідею, що Земля має форму плаского диска. Заснована в Англії під назвою Всесвітнє зететичне товариство в 1893 році. В 1956 році відроджена в США під теперішньою назвою. Товариство пропагує скепсис щодо кулястості Землі та поширює власну модель світобудови з альтернативною космологією й фізикою. Попри антинауковість, організація має прихильників по всій земній кулі. Разом з тим не всі, хто вірять у пласку Землю, належать до Товариства і підтримують його ідеї чи методи пропаганди.

## Історія

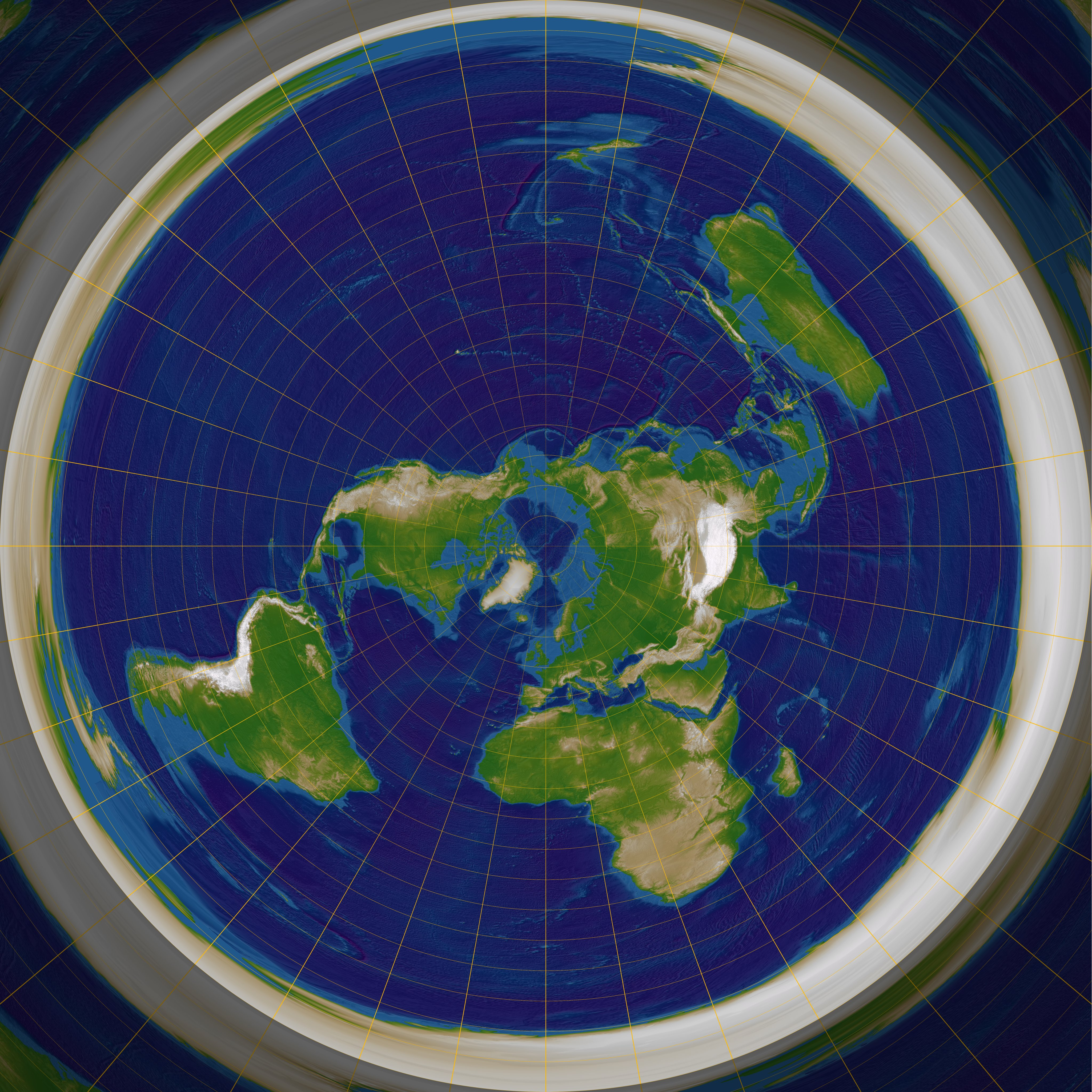
Мапа пласкої Землі, зі стіною льоду навколо (насправді азимутальна еквідистанта проєкція сфери на площину)

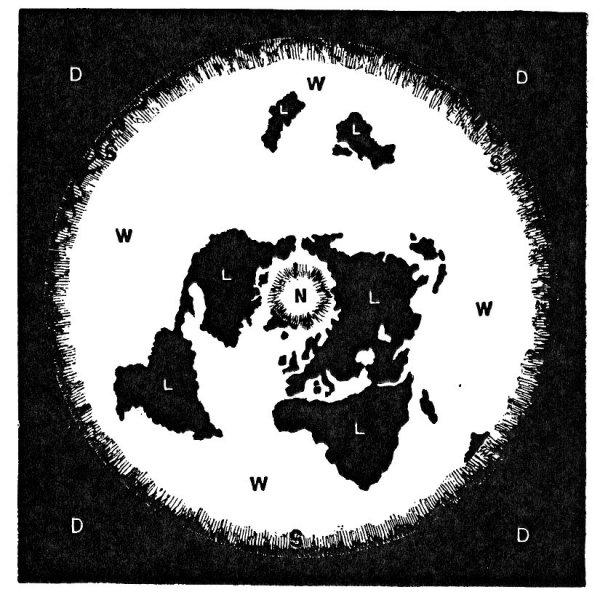
Карта світу Семюела Ровботама, 1881 р.

У XIX ст. уявлення про пласку Землю стали відроджуватися як негативна реакція на науковий прогрес, особливо серед тих, хто хотів повернутися до біблійного буквалізму. Впливовим прихильником ідеї про пласку Землю був англійський винахідник Самюел Ровботам (англ. Samuel Rowbotham; 1816-1884), очільник колонії овенітів, послідовників соціаліста-утопіста Роберта Овена. Ровботам був мандрівним лектором, писав книги під різними псевдонімами, з-поміж яких найвідоміша «Земля не куля» (англ. Earth Not a Globe, 1849). Ораторська майстерність Ровботама та його навички ведення дебатів захопили широку авдиторію, дозволивши йому поширювати свої ідеї з певним успіхом. Його «зететична астрономія» стверджувала, що Земля є диском із центром на Північному полюсі та Антарктидою по краях. Після смерті Ровботама його ідеї підтримувала леді Елізабет Блаунт. У 1893 році вона заснувала Всесвітнє зететичне товариство (англ. Universal Zetetic Society), яке діяло до початку Першої світової війни, видаючи журнал «Земля не куля», що мав близько тисячі підписників.
Джон Гемпден затято пропагував ідею пласкої Землі в Англії. В 1870 році Гемпден уклав парі з натуралістом Альфредом Воллесом щодо вимірювання гладкості води в Олд-Бедфордському каналі. Обоє стверджували, що вимірювання підтвердили їхню точку зору (Воллеса — що поверхня води викривлялася, Гемпдена — що вона була рівна). В 1876 році Гемпден заснував журнал «Оракул шукачів правди і письмовий науковий оглядач» (англ. Truth-Seeker's Oracle and Scriptural Science Review). У 1885 році Вільям Карпентер емігрував до Балтимора і написав «Сто доказів того, що Земля — це не куля» (англ. One Hundred Proofs that the Earth is not a Globe).
Наприкінці XIX ст. розроблялися й інші екзотичні ідеї форми Землі. Улісс Дж. Морроу в 1896 році вимірював рівень води на дренажному каналі Старого Іллінойсу. Він зробив висновок, що Земля увігнута, як миска. Це відповідало поглядам Сайруса Ріда Тіда, що Земля порожниста, а люди живуть на її внутрішній поверхні. Прихильники ідеї про пласку й порожнисту Землі активно читали літературу одні одних.
У США Ровботамові ідеї сприйняв Джон Александер Довві (англ. John Alexander Dowie), що емігрував до США в 1888 році та заснував 1895 року Християнську католицьку апостольську церкву. 1906 очільником церкви став Доввіїв заступник Вілбур Ґлен Воліва, що обстоював і пропагував пласку форму Землі до своєї смерті, 1942 року. Церковні школи під наставництвом Довві навчали дітей, що Земля пласка. Місцева радіостанція поширювала промови проти астрономії та теорії еволюції. Проте місто Сіон, яке було осередком церкви, занепало в час Великої депресії, а церква втратила вплив упродовж 1940-1950-х років.
1956 Семюел Шентон (англ. Samuel Shenton) відродив Всесвітнє зететичне товариство під назвою Міжнародне товариство пласкої Землі в Англії. Воно вважалося багатьма людьми лише символом британської ексцентричності. На посаді президента товариства 1971 року Шентона змінив Чарльз Джонсон, один з кореспондентів Шентона, техаський євангеліст і колишній авіамеханік. Його кандидатуру просувала дружина Семюела. Джонсон висунув ідею про те, що існує змова з метою поширення уявлень про кулястість Землі. Він також був прихильником ідеї про місячну змову.
За три десятиліття Джонсонового президентства число прихильників товариства значно зросло: від декількох членів до приблизно 3500 осіб із різних країн. Товариство ширило інформаційні бюлетені, листівки та іншу літературу, де обстоювано модель пласкої Землі. В особі своїх керівників товариство твердило, що висадка людини на Місяць була містифікацією, знятою в Голлівуді за сценарієм Артура Кларка або Стенлі Кубрика.
Деніел Шентон (не пов'язаний із Самюелем) наприкінці 1990-х побачив музичний альбом Томаса Долбі «The Flat Earth» (1984), що спонукало його зацікавитися Товариством пласкої Землі. Він організував перезапуск Товариства в жовтні 2009 року. Розвиток соціальних медіа спричинив розквіт конспірології, оскільки нові цифрові платформи виявилися вельми сприятливими для поширення конспірологічного мислення. Це дозволило ідеям про пласку Землю поширитися далеко за межі Товариства. Деякі люди, що відстоюють погляди про пласку Землю, насправді займаються тролінгом, інші використовують їх для популістської недовіри до еліт і пропаганди упередженого ставлення до наукових знань. У соціальних медіа помітна деградація науковості. Якщо класичне Товариство пласкої Землі імітувало науковий метод, намагалося проводити дослідження для аргументації своєї позиції, то пізні прихильники пласкої Землі діють антинауково. Вони відкидають науковий метод і зосереджені на емоційному впливі.

## Космологія товариства
Прихильники Товариства пласкої Землі розробили різні моделі світобудови. Найпоширеніша модель така:
- Земля є пласким диском 40 000 кілометрів у діаметрі, з центром у районі Північного полюса. Вона рухається вгору з постійним прискоренням 9,8 м/с² (прискоренням вільного падіння), яке «помилково» сприймається за гравітацію. Цей рух зумовлений «темною енергією».
- Сонце й Місяць мають діаметр не більше 50 км і обертаються над поверхнею Землі на висоті 5500 км. Те саме відбувається з зорями. Місячні затемнення відбуваються через перекривання Місяця «антимісяцем».
- Південного полюсу не існує. Те, що нам здається Антарктидою — крижана стіна, що оперізує світ.
- Всі фотографії Землі з космосу — підробки. Покази навігаційних приладів, які доводять кулястість Землі, підроблені.
- Відстань між об'єктами в південній півкулі набагато більша, ніж було б на кулястій Землі. Той факт, що перельоти між ними відбуваються швидше, ніж має бути відповідно до мапи пласкої Землі, пояснюють тим, що пілоти авіалайнерів теж беруть участь у змові.

## Підстави популярності

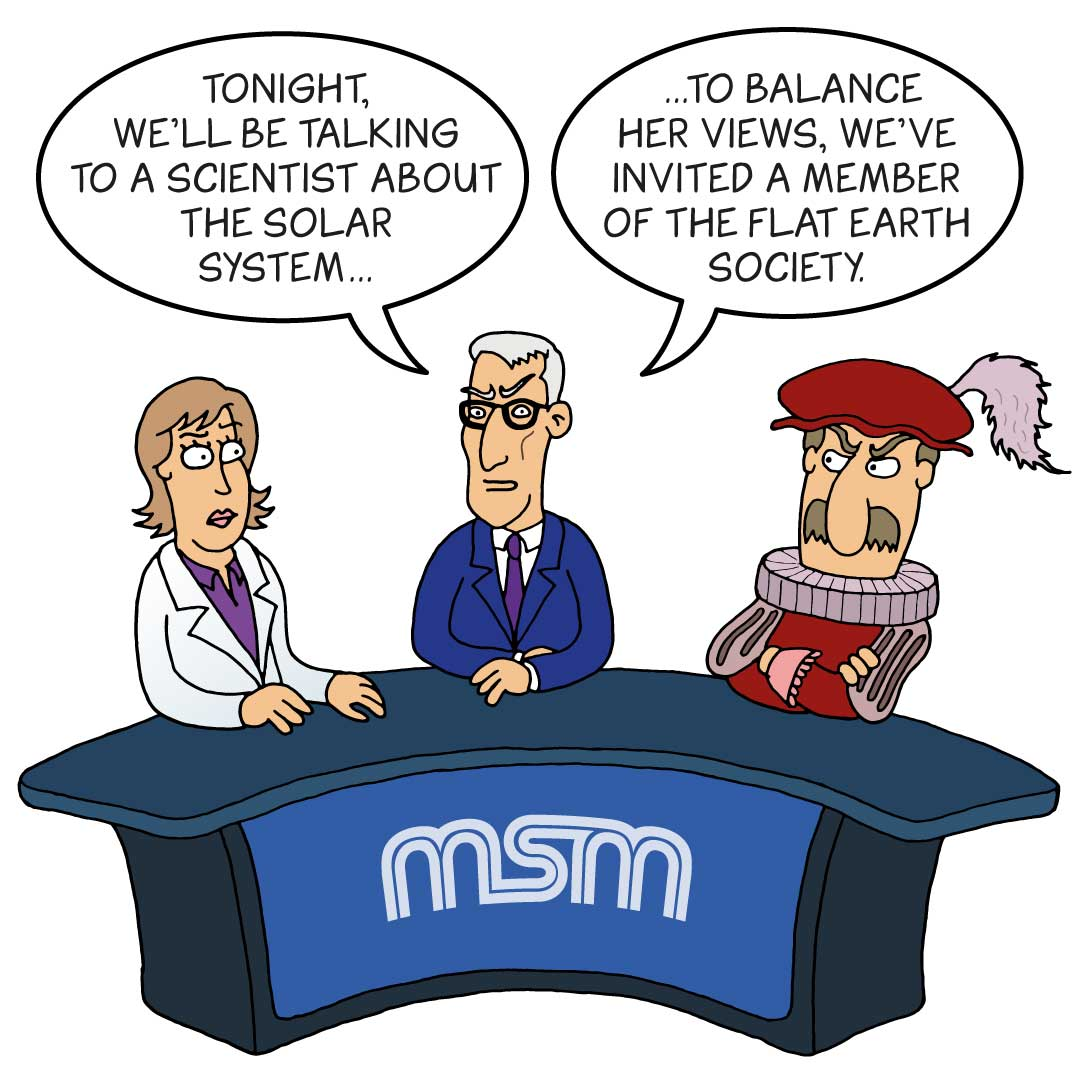
Карикатура Джона Кука «Хибний баланс» із сайту Skeptical Science. Ведучий: «У сьогоднішньому нічному ефірі ми поговоримо з вченою про Сонячну систему … Щоб збалансувати її погляди, ми запросили члена Товариства пласкої Землі».

Як пояснено в журналі «Astronomy», прихильники пласкої Землі припускають ідею про форму світу на основі релігійної віри, інтуїції чи гумору, а потім вигадують реальність, яка б відповідала цьому. Суперечка про форму Землі буквально вирішена вже понад 2000 років тому. Куляста модель Землі найменш суперечлива і підтверджується різними способами. Моделі пласкої Землі не пояснюють широкий спектр природних явищ, які добре пояснюються сучасним науковим розумінням земної кулі та її місця в Сонячній системі.
Український сайт Universe Space Tech зробив висновок, що соціальні мережі та нинішня культурна парадигма з її постправдою, запереченням усіх авторитетів і невірою в «офіційну» науку надовго забезпечили появу нових поколінь «пласкоземельників». Людина завжди прагне всюди шукати закономірності та збіги. Коли вона вибудовує логічний ланцюжок (незалежно від того, відповідає він дійсності чи ні) — людину вже вкрай складно переконати у зворотному.

## Оцінки діяльності
Науковці та популяризатори науки широко відгукуються про Товариство пласкої Землі як антинаукову організацію, яка шукає простих пояснень комплексним явищам. Антинаукові практики відкидають науковий метод, дотримуються упереджених уявлень, не вступаючи у відкриті дискусії, та надають пріоритет суб'єктивним переконанням. В антинауці акцент робиться не на пошуку альтернативних істин, а на зверненні до емоцій.
Самі прихильники поглядів Товариства часто вважають, що уряди країн (або таємний світовий уряд чи інші таємні сили) приховують від людей правду про влаштування світу, поширюючи уявлення про кулястість Землі. Товариство пласкої Землі постає тут як основа для визвольного руху. Інші розглядають діяльність Товариства як дослідницьку, але не позбавлену хиб. Вони стверджують, що це альтернатива до «офіційної» науки, і Товариство спонукає до самостійного пошуку знань.
Товариство пласкої Землі також прямо критикується деякими іншими псевдонауковцями. Креаціоніст Денні Фолкнер пише, що ідея пласкої Землі популярна через відчуття, що люди отримують «таємне знання» і вивищуються на «непосвяченими». В цілому «пласкоземельство» близьке до гностицизму, який стверджує, що володіння таємним знанням необхідне для порятунку душі. Багато прихильників ідеї пласкої Землі релігійні та шукають підтвердження своїх слів у священних текстах, як Біблія. Але насправді це спроба створити нову релігію, яка складається з уривчастих тверджень, доступних в інтернеті.
Дехто з тих, хто вважають Землю пласкою, заперечують погляди Товариства. Так, Роббі Девідсон, організатор міжнародної конференції «Пласка Земля», назвав ідею Товариства, що наш світ — це «диск, який летить крізь космос», «неймовірно смішною». Учасники конференції розглядали інші, більш правильні, на їхній погляд, концепції.
На думку деяких прихильників ідеї пласкої Землі, Товариство контролюється урядом США з метою дискредитувати рух за встановлення «правди» про пласку Землю шляхом абсурдних заяв.

## Цікаві відомості
Коли Семюелеві Шентону показали світлини Землі з орбіти й запитали, що він про них думає, той відповів: «Легко помітити, як світлини такого штибу можуть одурити недосвідчену людину».
Про життя та погляди представників Товариства в 2018 році вийшов американський документальний фільм «За вигином» (англ. Behind the Curve).
Того ж року прихильник Товариства, Боб Кнодел, придбав за $20 тис. гіроскоп з метою довести, що Земля не обертається. Але пристрій показав обертання на 15° за годину (1/24 від повного кола), що доводить обертання Землі.
У 2020 році на українському сайті електронних петицій було зареєстровану петицію з вимогою визнання Землі пласкою. Вона зібрала лише 393 підписи з 25 тис. необхідних, тому не розглядалася Верховною Радою України.
Астронавт-аматор Майк Г'юз з США намагався довести, що Земля пласка. Для цього він планував піднятися на ракеті з паровим двигуном на висоту 1500 км, але 23 лютого 2020 загинув під час запуску.